# بقدونس

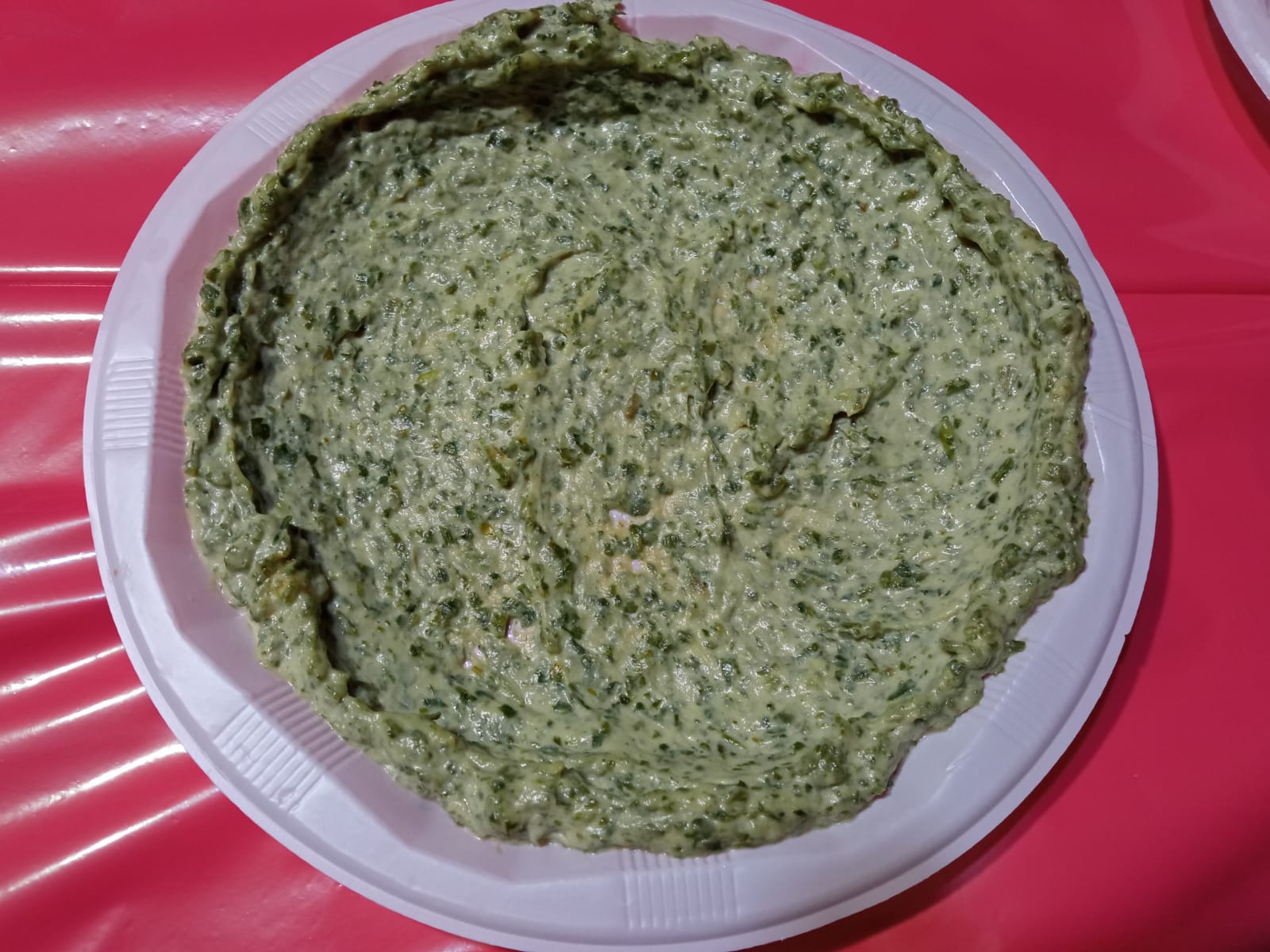
البقدونسية الفلسطينية

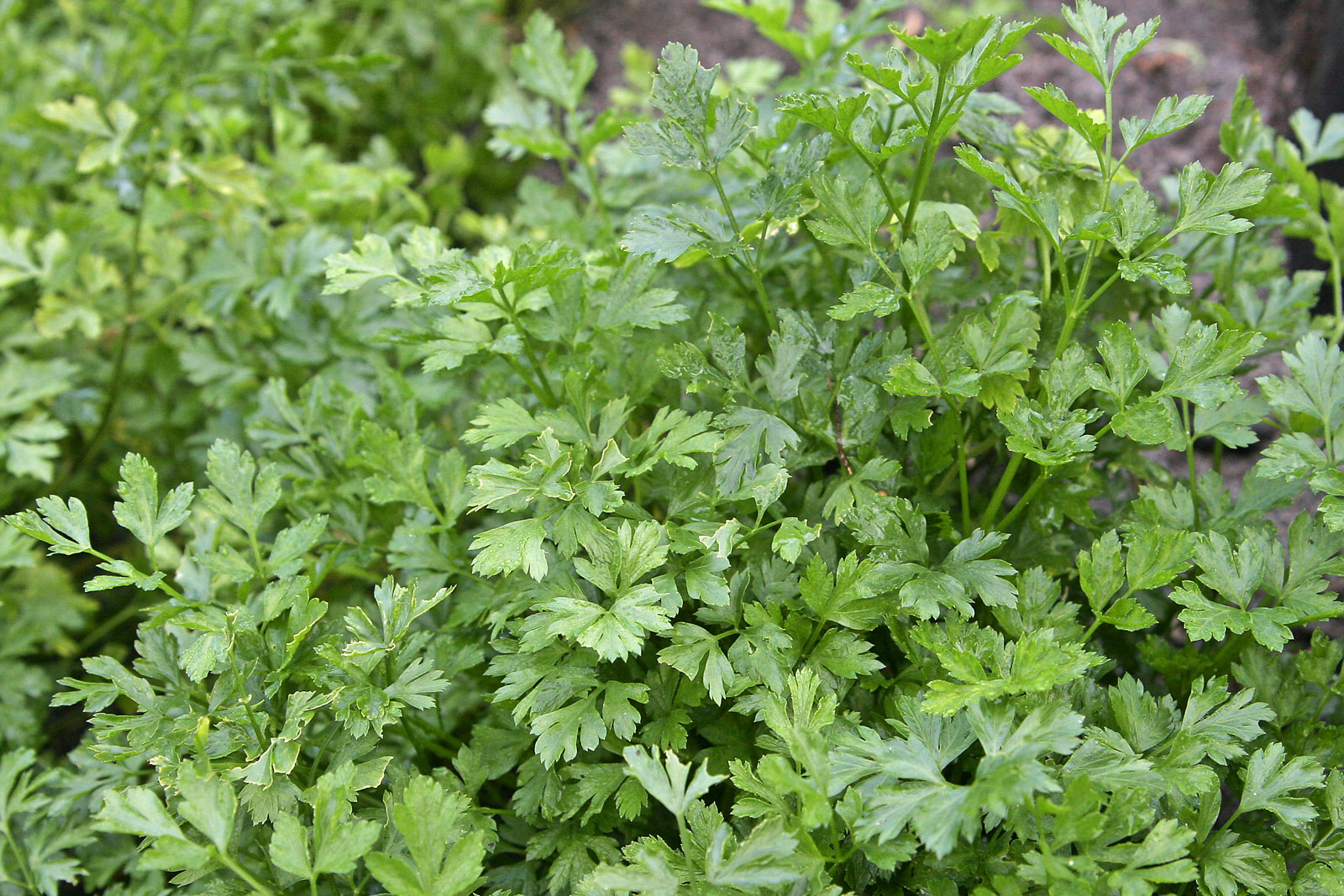
نبات المقدونس

المَقْدُونِس وفي اللهجات العامية يُسمَّى: البقدونس أو المعدَ نوس جنس: نباتي ينتمي إلى الفصيلة الخيمية.

## من أنواعه
- المقدونس الهش (باللاتينية: Petroselinum crispum) في بلاد الشام والمغرب العربي.

## الوصف النباتي
نبات عشبي ثنائي الحول يتبع الفصيلة الخيمية. يتراوح ارتفاعه ما بين 6 إلى 20 سم، له سوق عديدة تنمو جميعها من جذر واحد والسوق قائمة ومدورة ومتفرعة. الأوراق مركبة. الأزهار في مجاميع مركبة ذات لون أبيض والنورات مركبة خيمية ويتميز المقدونس برائحته العطرية النفاذة وأوراقه الخضراء الزاهية. ومن أنواعه البلدي الأملس والأفرنجي المجعد. ويمكن الحصول على زيت المقدونس من البذور.

## اسم البقدونس
هذا ما تقوله المعاجم المختلفة:
- المعجم العربي الأساسي (المنظمة العربية للتربية والثقافة والعلوم - طبعة لاروس 1989)، وهو إجماع مجامع اللغة العربية المختلفة، يقول في ص. 1145:

مقدونس: نبات عشبي زراعي من فصيلة الخيميات يزرع لرائحة أوراقه ولأفاويه الطعام، ويقال له: مَعدَنُوس في تونس والجزائر والمغرب والعراق، وفي بعض الدول العربية يسمى (كرَفِس)
- المعجم الوسيط (إصدار مجمع اللغة العربية في القاهرة) (ص. 915): مقدونس.
- المصباح المنير ومختار الصحاح لا يحتويان على أي من النطقين.
- ولكن أورده الفيروزآبادي في القاموس المحيط، فقال وهو يصف أحد النباتات:

(كالشَّبَث في ساقه وجُمَّته وأصله، غيرَ أن زهره أبيض، ويعقد حَبًّا كحَبّ المَقدُونِس ).
- وكذلك أورده الصفدي في الوافي بالوفيات، وابن أبي أصيبعة في عيون الأنباء في طبقات الأطباء، وابن سينا في القانون في الطب، وابن البيطار في الجامع لمفردات الأدوية والأغذية، والزبيدي في تاج العروس: كلهم باسم مقدونس .

## القيمة الغذائية
- زيوت طيارة وأهمها:
  - مركب الأبيول (Apiole)
  - مركب الميرستسين (Myristicin)
- فيوروكومارين
- فلافونيدات
- فيتامين (C) والذي يوجد بنسبة كبيرة تعادل 4 مرات نسبته في الليمون ، حيث وجد أن كل 100جرام من البقدونس تحتوي على 165ملليجراما من فيتامين سي. ويساعد في زيادة مقاومة الجسم لأمراض البرد والنزلات الشعبية وهو يفوق الليمون في ذلك.
- فيتامين (A) المفيد للبصر والطاقة الجنسية،
- الحديد المفيد للمصابين بفقر الدم والأنيميا الحادة،
- فيتامين بي ( ( B1) و (B2) و (B3) و (B5) و (B6))[11]،
- كذلك فهو غني جدا بالكلوروفيل.

## في المطبخ

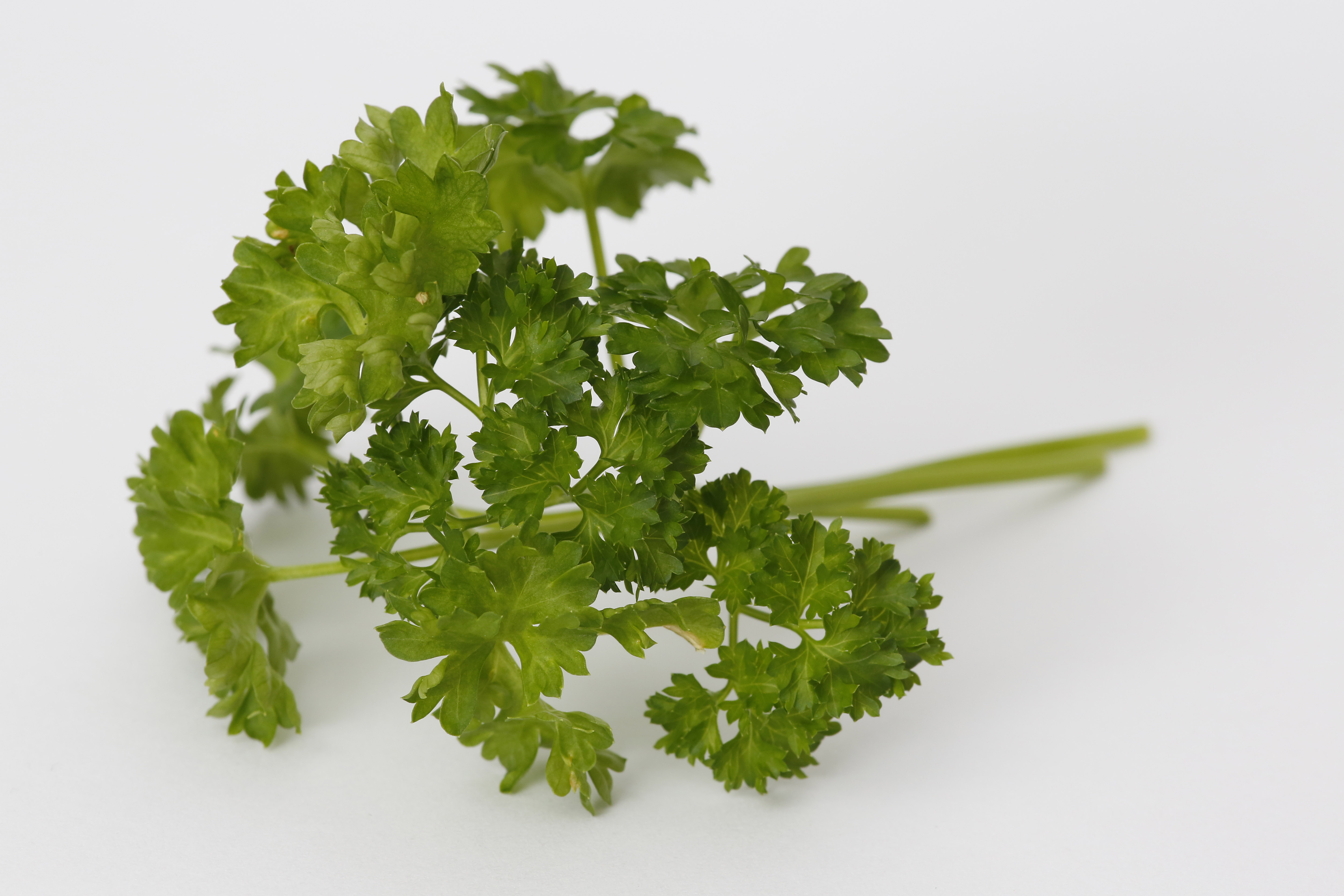
أوراق البقدونس

يضاف أوراق البقدونس في أطباق كثيرة منها الشوربة والسلطات المختلفة  فيعطيها رائحة عطرية أو مجرد استخدام بسيط، لأنها تكون أنواعًا من الروائح العطرية، وهي تحتوي على  أنواع مختلفة من الزيوت العطرية. يستعمل أيضا في المطبخ الفرنسي المطبخ الفرنسي  ، حيث يضاف بعضا من أوراق البقدونس  إلى  الطعام  سواء قبل أو بعد  تجهيز الطعام ، فيعطيها نكهة طيبة .  

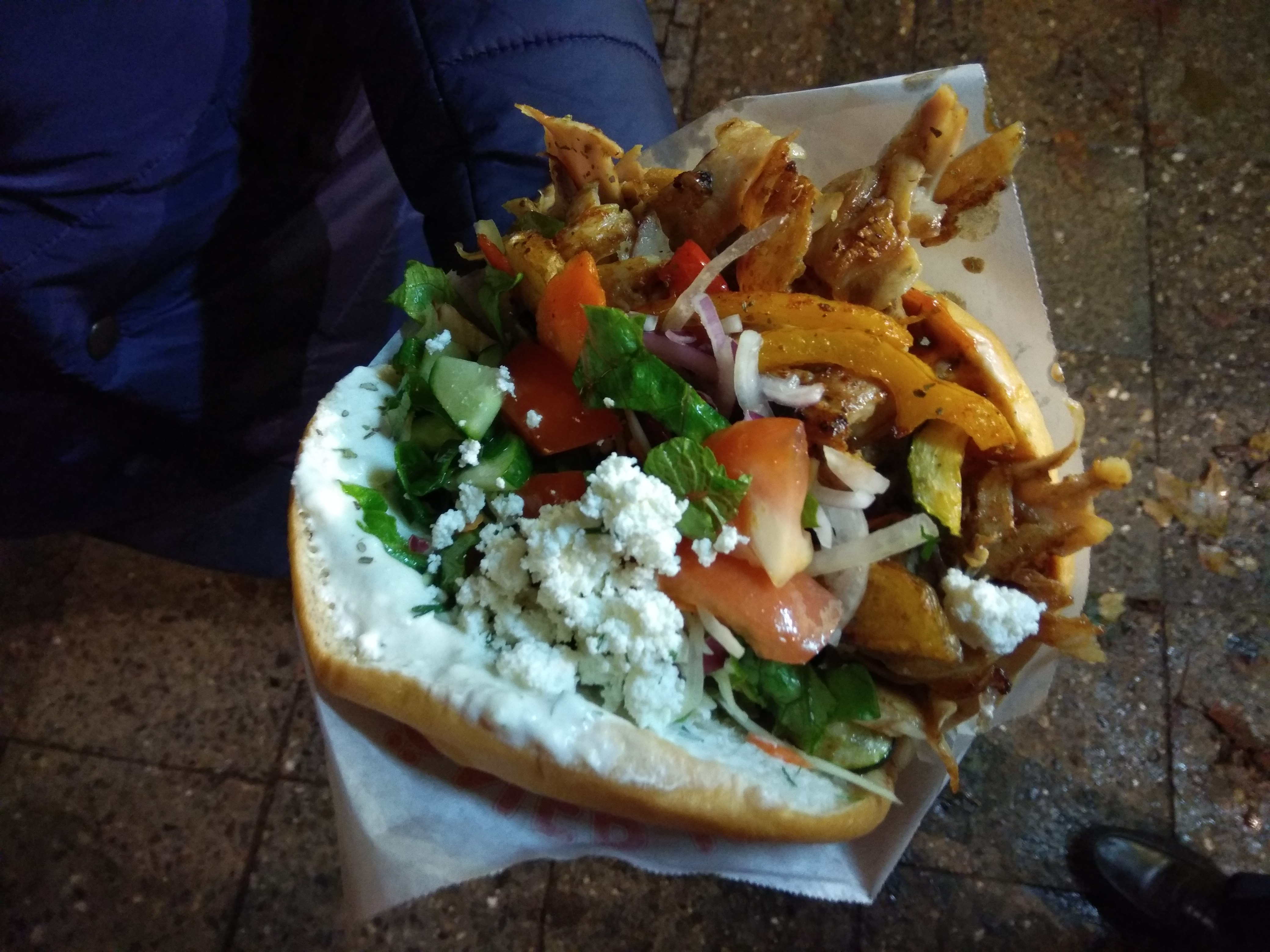
طبق "دونر" التركي.

يستخدم البقدونس لرائحته العطرية في البلاد العربية جميعا  وفي المطبخ التركي ، وفي التبولة  اللبنانية ، ويضاف في مصر إلى  الكوفتة والكباب والسلطات سواء السلاطة الخضراء أو سلاطة الطحينة . كذلك يستخدم المقدونس في  إيران وفي مطبخ بلاد القوقاز  بالإضافة إلى أوراق النعناع.

## تحذير للمرأة الحامل
ينبغي تجنب الاستهلاك المفرط للبقدونس من قبل النساء الحوامل. الكميات الغذائية الطبيعية آمنة للنساء الحوامل، ولكن تناول كميات كبيرة بشكل مفرط قد يكون له آثار سيئة على الرحم. 

## المقدونس كعلاج
يفيد في علاج: مشاكل الدورة الشهرية (أنظر أبيول) ، التهابات وعدوى المجاري البولية، اضطرابات الجهاز الهضمي والمثانة، اضطرابات والتهابات الكلى، اضطرابات الحيض، اضطرابات الهضم، آلام المعدة، دودة الأمعاء، الاسقربوط. وأيضا ضعف وظائف الكلى في حالة عدم وجود إلتهاب فيها.

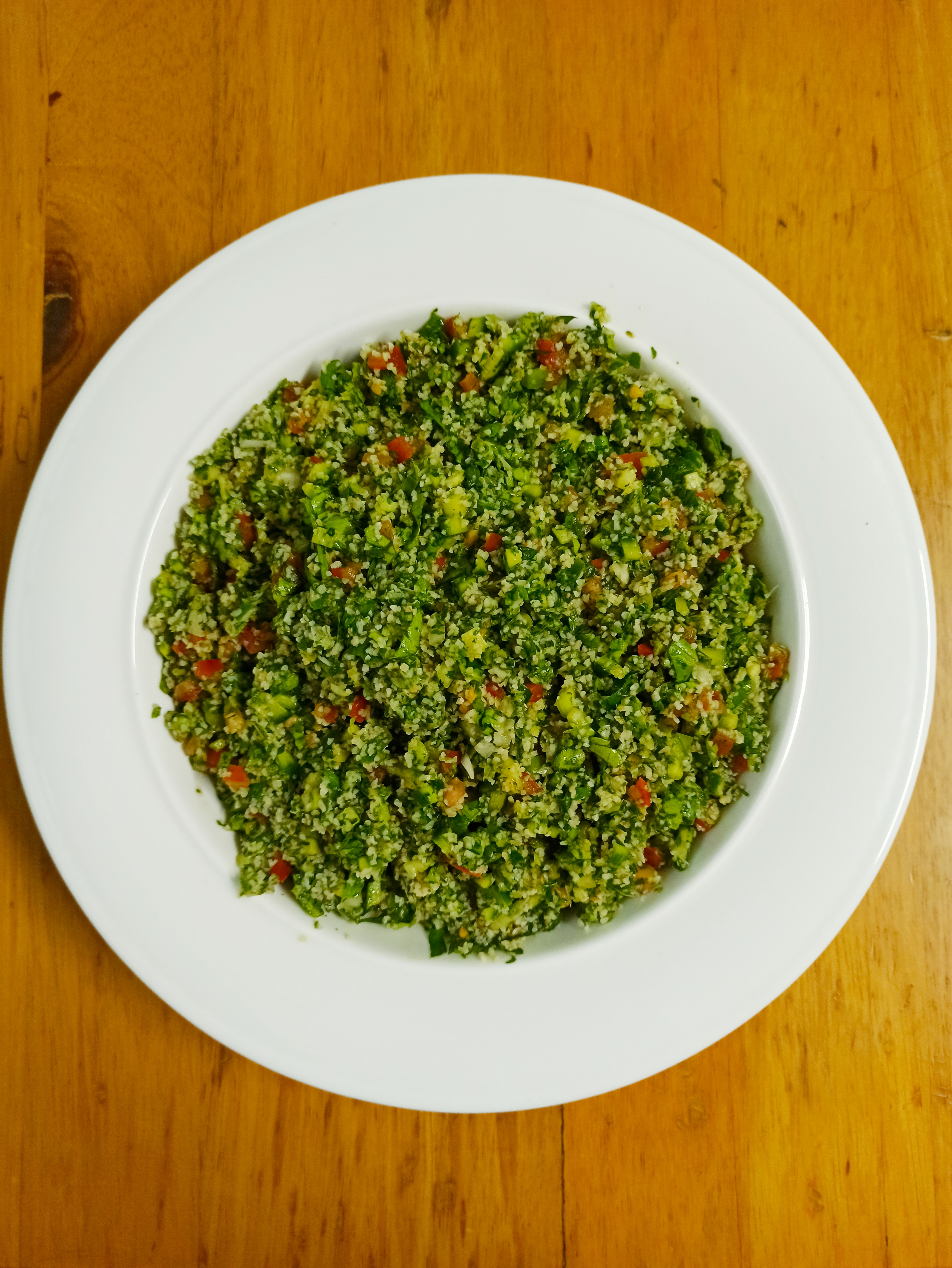
سلطة التبولة اللبنانية

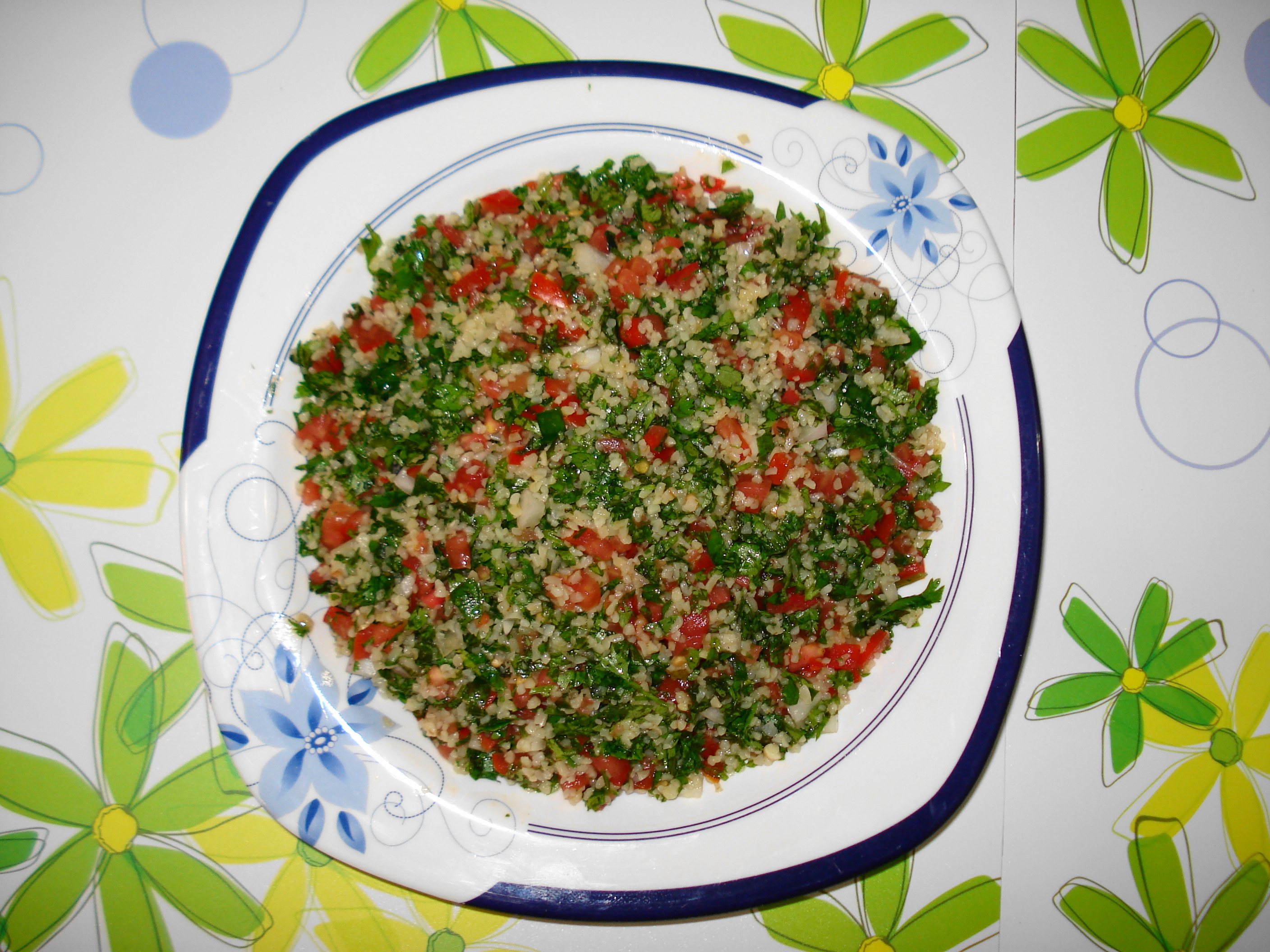
تبٌولة يظهر البرغل فوقها بوضوح

## معرض صور

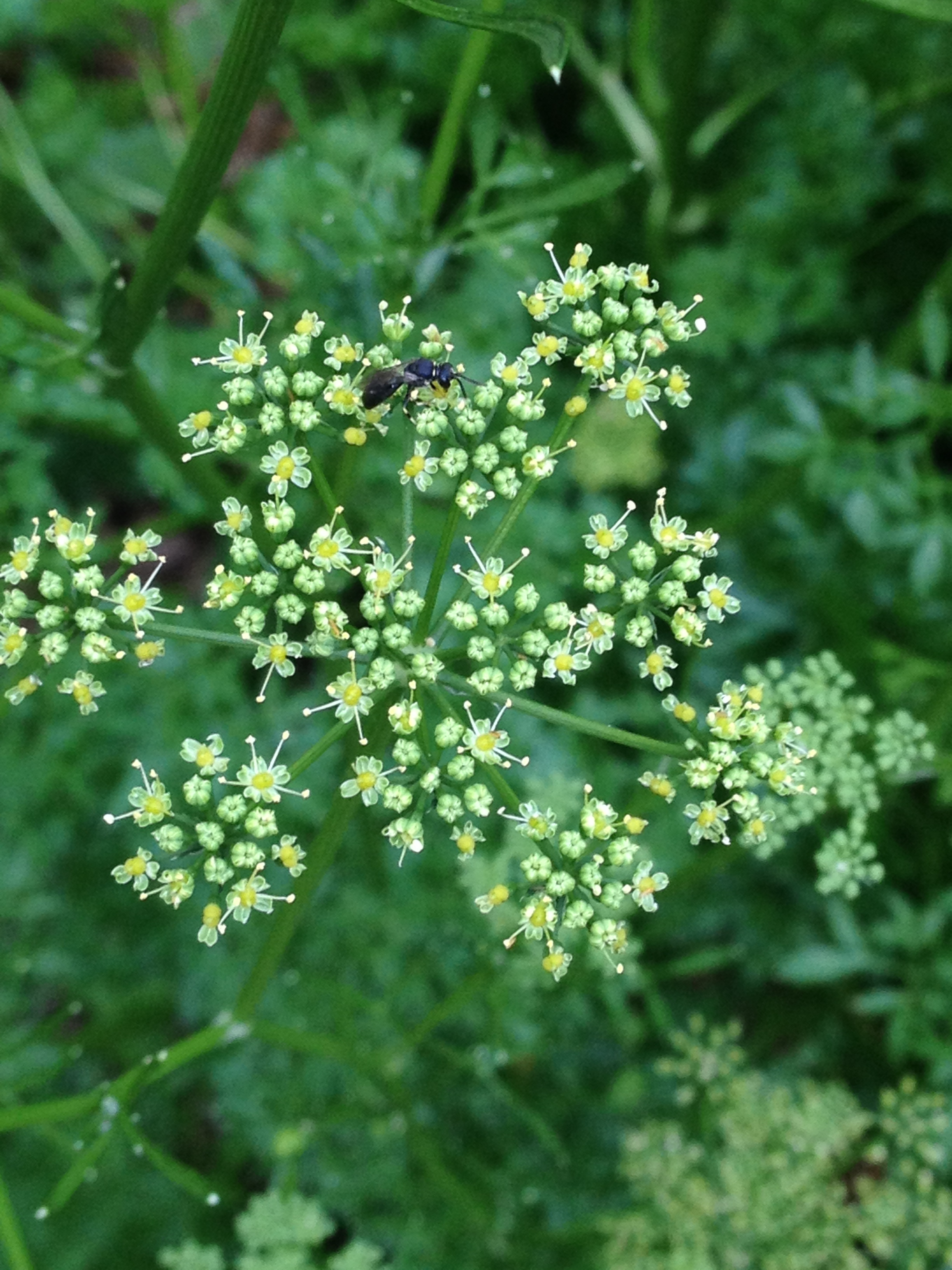
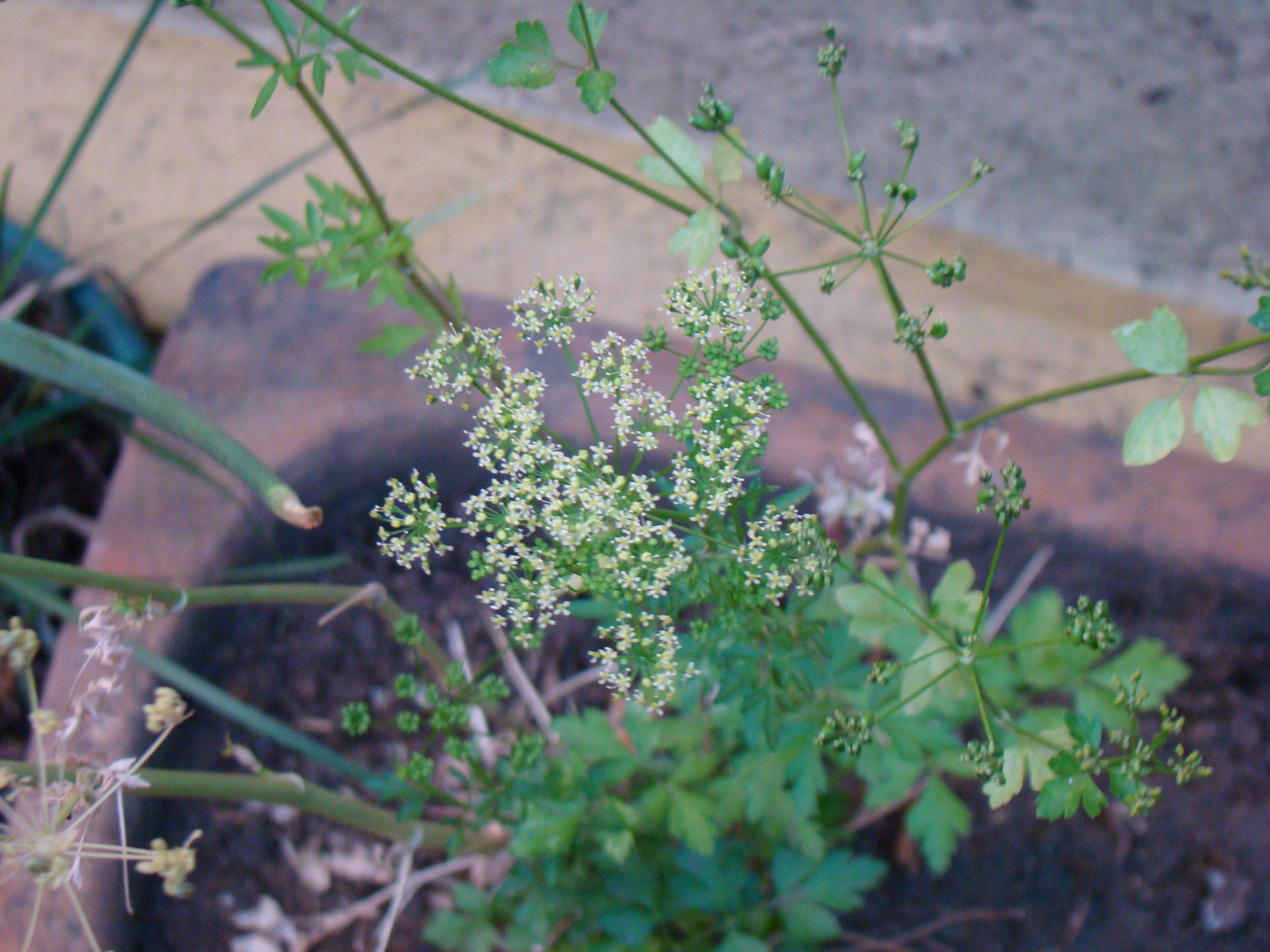
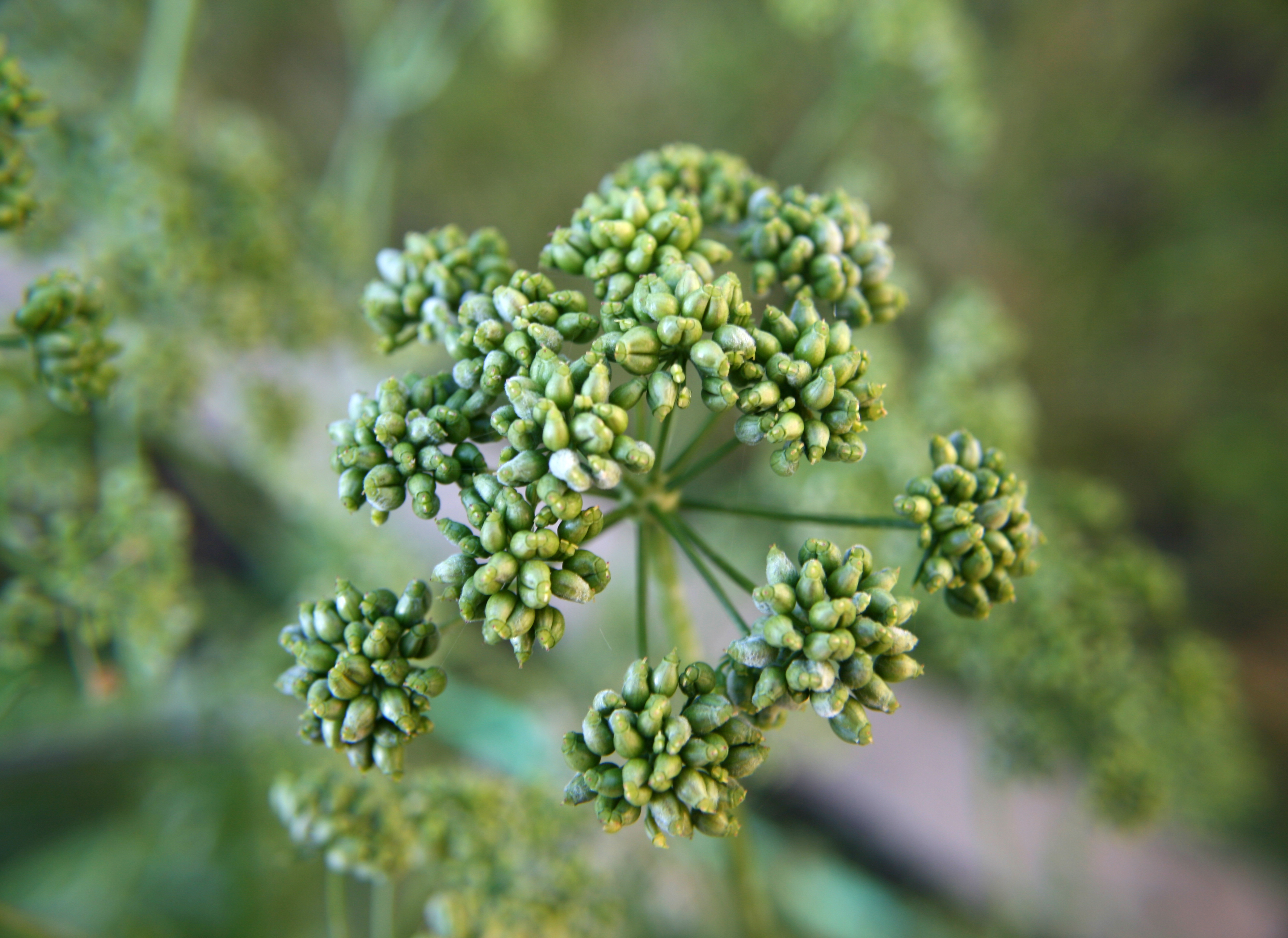
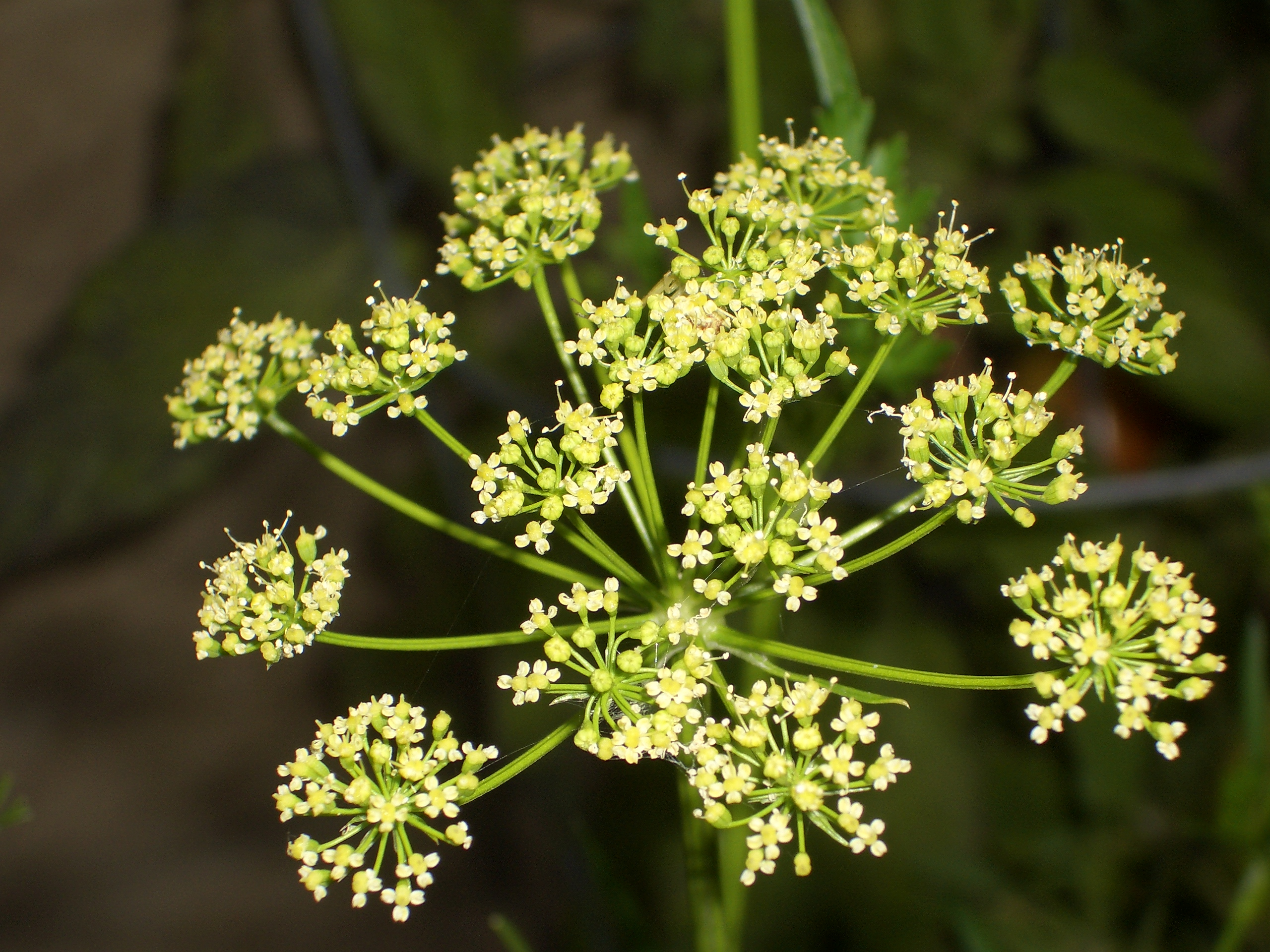

## اقرأ أيضا
- أبيجينين
- أبيول